# السلاميين (قبيلة)

السلاميين أو سلام هي قبيلة عربية كانت تسكن في الحجر/مدائن صالح وكانوا حلفاء النبط (الانباط) حيث ذكرت هذه القبيلة في اغلب النصوص النبطية المنقوشة على وجهات المقابر في مدائن صالح، حيث كانوا يسكنون في مدينة الحجر/مدائن صالح وكانوا يعملون نحاتيين وتجار ورعاة اغنام، وكان يتم ذكرهم بشكل منفصل عن النبط (الانباط) وكانهم شعبان أو قبيلتين مختلفتين.